# Трансмиграция (Австрия)

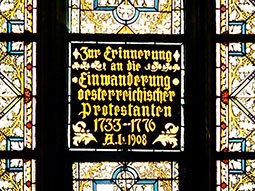
Евангелическая приходская церковь Германштадта, так называемое «Окно Ландлера», увековечивающее память об иммиграции протестантов, изгнанных из Австрии в XVIII веке.

Трансмиграция — термин который употреблялся в лексиконе Венской придворной канцелярии в XVIII веке, эвфемизм для программ принудительного переселения.

## Общий
В языке канцелярии австрийского двора XVIII века можно встретить официальное латинское слово «трансмиграция». Это не что иное, как эвфемизм, скрывающий суть понятия депортация. Оно обозначает принудительное перемещение подданных из родных мест в отдалённые регионы империи в качестве наказания. Эти люди лишались возможности вернуться в прежние места проживания.
«Её императорское величество [Мария Терезия] назначила княжество Трансильвания для изоляции этих людей, поскольку оно находится в отдалённой местности и страдает от нехватки населения. Это должно было прервать всякую переписку», — говорится в письме из судебной канцелярии Трансильвании от 1 августа 1753 года, которое хранится в Венгерском государственном архиве в Будапеште.
Все без исключения ссыльные в Трансильванию были лютеранами. Однако их изгнание не произошло по настоянию католической церкви и было вызвано не религиозными причинами, как это укоренилось в легенде об иммиграции в сознании потомков переселенцев.
Принудительные меры Марии Терезии коснулись и цыган, чьих детей забирали у родителей и распределяли по соседним городам не реже одного раза в два года, чтобы обеспечить официальный контроль.

## Причины
Причины кроются в политике, которую проводили Габсбурги в то время. Оба императора — Карл VI и Карл V, а также императрица Мария Терезия — считали веру важным фактором для объединения многонационального государства. Они видели в Католической церкви силу, которая могла бы поддерживать единство.
В рамках Контрреформации протестантские богослужения и обучение в духе Лютера были запрещены. Многие лютеране ушли в подполье, но официально они оставались католиками. Они жили на своих фермах в отдалённых поселениях в Альпах и тайно исповедовали лютеранство. В своих домах они изучали Библию Лютера и находили подтверждение своей веры в многочисленных полемических сочинениях и «письмах» эмигрировавших из Австрии в Южную Германию сторонников протестантской веры. Из-за этого их также называли криптопротестантами.
В XVII и начале XVIII веков у власти находились представители протестантского дворянства и экономически состоятельного среднего класса. Однако большинство из них предпочло покинуть страну. После Оснабрюкского мира 1648 года многие протестантские фермерские семьи также воспользовались эмиграционным законом (jus emigrationis) Вестфальского мира и переехали в Пруссию. Их миграция в Восточную Пруссию привела к экономическому расцвету этой провинции. В 1731 и 1732 годах ряды экономически влиятельных эмигрантов пополнились более чем 20 000 протестантами из княжеского епископства Зальцбургского. Князь-епископ барон фон Фирмиан (1727–1744) выслал этих зальцбургских ссыльных, полностью игнорируя закон об эмиграции.
Изгнание зальцбургских протестантов вызвало волнения и восстания среди тех, кто остался в княжестве-епископстве. Восстания распространились также на тайных протестантов на вышеупомянутых наследственных землях Короны. На это отреагировали и протестантские страны за рубежом. Corpus Evangelicorum, учреждение, базирующееся в постоянном имперском рейхстаге в Регенсбурге, отвечало за обеспечение равного обращения с протестантами на всей территории Священной Римской империи германской нации. Последующее увеличение числа ходатайственных писем из Регенсбурга к высочайшему величеству Габсбургов придало австрийской протестантской проблеме дополнительное внешнеполитическое измерение. Вена отреагировала попыткой удержать массы, депортировав «зачинщиков». Была надежда положить конец восстаниям и беспорядкам среди протестантов и тем самым устранить причины внешнего вмешательства. Однако, не позволяя больше «агитаторам и главарям» переселяться в Пруссию, а удерживая их в границах монархии в Трансильвании, целью также было противодействие дальнейшему налогообложению населения в Пруссии и сохранение экономической мощи изгнанных лиц в границах их собственной государственной структуры в духе меркантилизма.
Решающую роль в выборе места депортации сыграла религиозная свобода, которую трансильванские князья считали основополагающим политическим принципом еще со времен Реформации. Кроме того, необходимо было восстановить экономически депрессивную страну путем поставки рабочей силы. Кроме того, саксонская нация, имевшая столь важное экономическое значение для Трансильвании, пыталась привлечь немецких колонистов, сетуя на свой численный «упадок». Однако первые переселенцы в Трансильванию имели репутацию «агитаторов и еретиков». Они сопротивлялись «отвратительным эмигрантам» и поэтому подвергали первых прибывших строгому религиозному экзамену, прежде чем им разрешалось селиться в качестве свободных граждан на королевской земле.

## Трансмигрантские перевозки
Первый транспорт с переселенцами покинул Гойзерн в Зальцкаммергуте 29 июня 1734 года. Он инициировал мероприятие, известное как «Каролингское переселение», которое продолжалось до 1737 года. Разрушительная эпидемия чумы в Трансильвании и потрясения австро-турецкой войны 1736–1739 годов, а также смерть Карла VI в 1740 году положили временный конец этому процессу. По данным Бухингера, 3960 человек были депортированы со своей родины в Трансильванию. В течение двух больших волн, с 1752 по 1757 и с 1773 по 1776 годы, во время правления императрицы Марии Терезии, еще 3000 тайных протестантов прибыли из Ландла, т.е. час области вокруг Гмундена, Лакирхена, Фёклабрука, впоследствии они получили название «ландлеры»), а также из Внутренней Австрии, т. е. часть от Штадль-ан-дер-Мура, от Каринтии и западной Штирии до Трансильвании.
Различные обстоятельства переселения определили судьбу каждой группы депортированных и сделали их поселение в Трансильвании успешным или неудачным. Во времена Карла VI, протестантам, изгнанным из Зальцкаммергута, обычно разрешалось взять с собой семьи и загрузить на корабль контейнер со своими вещами. Они получили деньги от Соляного управления в качестве аванса за ликвидацию своей собственности. Все это было важнейшими предпосылками успешного переселения в Трансильванию. Напротив, каринтийские переселенцы были разлучены со своими семьями и изначально арестованы в качестве «преступников», а затем при первой же возможности депортированы военными в Трансильванию. Смерть принесла им богатый урожай, как и тем, кто был депортирован в более поздние, терезианские времена. У последних детей силой удерживали дома.
Когда в 1777 году Мария Терезия захотела депортировать из Моравии еще 10 000 протестантов, ее сын Иосиф II выступил против этого и пригрозил не принимать престолонаследие, если это будет продолжаться и противоречит его принципам и взглядам. В начале своего правления в 1781 году он провозгласил Эдикт о веротерпимости, который, однако, не помешал повсеместным изгнаниям  в будущем, например, Циллертальские указы 1837 года.

## Йозеф Дойблер из Гойзерна
Судьба Йозефа Дойблера/Тойблера из Гойзерна в Зальцкаммергуте, надгробие которого находится в Неппендорфе, также относится к этому контексту переселения австрийских протестантов в Трансильванию. Его жизнь и судьба как переселенца и сына переселенцев можно проследить по церковным метрическим книгам, личным письмам и другим архивным документам.

В 1734 году в Трансильванию был депортирован не молодой Йозеф, как гласит надгробная надпись, а также его отец Томас, один из первых «агитаторов», вместе со своими двумя сыновьями Михаэлем и Матиасом. 66-летний Томас жил со своей семьей в Вурмштайне в приходе Гойзерн. В документах он выступает как «особенный служащий» (лесной работник) поместья Вильденштейн . Сыну Михаэлю на момент депортации было 36 лет, его брату Матиасу — всего 23 года. Жена Томаса Розина осталась в Зальцкаммергуте со своим вторым по старшинству сыном Йозефом и двумя дочерьми. 22 апреля 1735 года 26-летний Йозеф писал из Гойзерна своему «отцу Томасу Тейблеру и двум братьям в Трансильванию, в деревню Хельдау»:
Wir wünschen von Herzen, dass wir bald zu Euch und zu dem rechten Gottesdienst kommen könnten. Es ist auch geschwind nach eurer Abreise allen Evangelischen geschriebenen [d.s. diejenigen, die sich zu ihrem evangelischen Glauben öffentlich und schriftlich bekannt hatten, Anm. d. Verf.] von der Kommission ein ernstlicher Auftrag getan worden, die Zusammenkünfte der
 Übung des Wortes Gottes und der Lobgesänge zu meiden. Wo fern aber nicht, so haben sie uns gedroht das junge Mannsvolk zu Soldaten zu nehmen.
Joseph von Goisern
(Мы от всего сердца желаем, чтобы мы могли вскоре прийти к Вам и к правильному богослужению. Это также ускорило после вашего отъезда все евангельские писания [т.е., кто публично и письменно исповедовал свою евангельскую веру] Комиссия сделала серьезное поручение избегать собраний, посвященных упражнению в Слове Божьем и песнопениям хвалы . Если же нет, то они пригрозили нам, что заберут молодых людей в солдаты.)
Письмо было перехвачено властями Трансильвании и позднее добавлено к переселенческим файлам в Государственном архиве Сибиу. Уже 30 июля сын переселенца был вынужден присоединиться к солдатам, как он и опасался в цитируемом письме. Менее чем через три месяца, 9 октября 1735 года, мать и двух сестер Марию (37 лет) и Сару (33 года) взяли на борт корабля и сослали в Трансильванию. Когда 31 января 1736 года Йозеф снова написал своей семье из Сегеда в Венгрии, он знал, что его мать и сестры также были депортированы. Но он (еще) не слышал о смерти своего отца и двух братьев в Хельтау:
Herz vielgeliebte Eltern und Geschwister, ich kann nicht unterlassen Euch noch einmal zu schreiben und schreibe jetzt zum dritten mal von hier aus der Stadt Szegedin und einmal habe ich auf der Reise geschrieben, das ist 4 mal. Ich habe aber von Euch noch niemals keine Antwort erhalten (…) ich berichte Euch, das wir alle 15 seien gewaltvöllig zu den Soldaten übergeben worden, und ist kein anderes Mittel mehr, es sey denn, daß wir außkauft würden, oder ein anderer Mann für uns stellen könten (…) Zu Linz [unter Arrest im Wasserturm, Anm. d. Verf.] sein wir 4 Wochen gewesen, hernach seyn wir mit 200 Neugeworbenen Soldaten nach Ungarn abgeschifft worden … in die Stadt Szegedin und sein nun bei 4 1/2 Monats hier. Die andere Zeit haben wir mit Reisen zugebracht … Was mich aber anbelangt, berichte ich Euch, das ich an leiblicher Nahrung kein Mangel habe. Hier ist alles wohlfeil und kann hier selber kochen was ich will und meine Verrichtung ist Schildwacht stehen und ziehen fast alle Zeit über 24 Stunden auf die Wacht. Was mich aber gesundheit halber anbelangt, steht ess mit mir fast alss wie zu Hause. Die Husten hat zwar etwas nachgelassen aber der Kopfweh kommt mich zu Weilen an, und bin schon 2 mal im Spital gewesen und allemal 4 Tage darinnen gewest (…) Der Schwester Sara befehle ich, das sie das Lesen fleisig lerne … möchte gern wissen … wie es um meine Brüder steht und wie es Ihnen in dieser Zeit ergangen und wann unser Vater noch bei Leben ist … Ich habe gehört, das wir auf den Frühling sollten ins Wälschland marschieren, aber das Auskaufen könnte vielleicht mit hin und wieder schreiben geschehen durch die keyserlichen Ämter.

Josef Deibler Muschgatier vom gilty Regiment bey Hasslauer gumpeneier in der Szegedin in der neuen Käessärn. Dieser Brief zu komme meinem lieben Vater Thomä Deibler aus Ober-Österreich abgereist, Emigrant in Siebenbürgen zu Hermannstadt in Neppendorf.
Joseph Däubler
В последующем письме Иосифа, сохранившемся в виде копии, снова в стихотворной форме излагаются обстоятельства его пленения и принуждения к службе солдатам. Весть о смерти его семьи повлияла на него:
Der strenge Herr, der Pfleger zu Ischel … hat uns arrestierlich nach Linz gebracht. All dort wir 8 Tage in Arrest gelegen, als wir auf das Rathaus kamen, wurden wir gefragt alle zusammen. Was wir mit singen und lesen verbrachten, das bringt uns zu den Soldaten. Zu den Soldaten brachten sie uns hin … Wir haben auch gar kein Handgeld genommen … mit Hunger wollten sie uns bezwingen … die Mondtur ward uns mit Gewalt genommen … Unsre Kleider haben sie den Juden zu kaufen gegeben … hernach als wir in das Ungarland kammen, da war es auch nicht leicht hergegangen. Wir mussten viel lernen und exerzieren und sollten uns richten ins Feld zu marschieren und hiermit liebe Mutter und Schwestern mein und so viele Euer noch bey Leben seyn … Der Vater und Brüder seyn schon in der Ruh, Gott helf uns auch gnädig dazu. Er verleih uns ein glückseelig End und nehm unsere Seelen in seine Händ.

Gemacht ein Gedicht von Josef Teibler gebürdig in Oberösterreich in Land ob der Enz im Kayserl. Salz. Kammergut in Goisern, seins Alters 28 Jahr in ledig stand, welcher sammelt 15 Kameraden um des evangelischen Glaubens Willen als Emigranten mit Gewalt zu Soldaten genommen worden sein …
Joseph Däubler
Йозеф Дойблер прибыл в Неппендорф при невыясненых обстоятельствах (вероятно, в качестве выкупа?), где в 1739 году был занесен в церковные книги как крестный отец. В 1741 году он упоминается как владелец лугового имения «на Оксенвеге». Всего через год он женился. Когда он умер в 1775 году в очень преклонном возрасте, священник записал в похоронной книге: «Почетный при жизни». Его дочь основала семью Кёбер на Кирхгассе в Неппендорфе, которая и по сей день сохраняет прозвище Дейвлер.

## От депортированных к меньшинствам
Потребовались поколения и десятилетия, прежде чем сознание переселенцев и их потомков изменилось настолько, что они больше не чувствовали себя депортированными, а все больше ощущали себя трансильванско-немецким меньшинством внутри меньшинства трансильванских саксов. В 1766 году Саксонский национальный университет также взял их под свою юрисдикцию, официально приняв их в качестве свободных граждан и участников королевской жизни . В последующий период название «Лендлер» утвердилось как собирательное название всех потомков бывших австрийских переселенцев.